# Eustala bacelarae
Eustala bacelarae là một loài nhện trong họ Araneidae.
Loài này thuộc chi Eustala. Eustala bacelarae được Lodovico di Caporiacco miêu tả năm 1955.